# Marie-Françoise de Savoie
Marie-Françoise de Savoie (en italien : Maria Francesca di Savoia), princesse d'Italie, née le 26 décembre 1914 à Rome et morte le 7 décembre 2001 à Mandelieu-la-Napoule en France, est la fille puînée du roi Victor-Emmanuel III d'Italie et de son épouse la princesse Hélène de Monténégro. 
Devenue par mariage, en 1939, princesse de Bourbon-Parme, elle est la sœur d'Humbert II, dernier roi d'Italie.

## Biographie

### Premières années

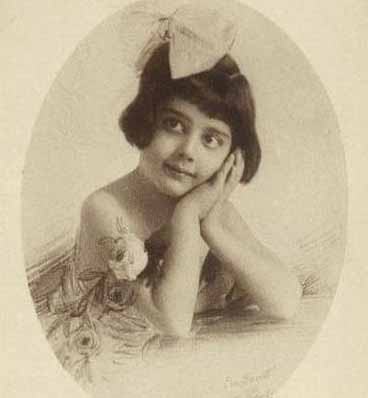
Marie-Françoise de Savoie en juillet 1917.

Née à Rome, à la villa Savoie, le 26 décembre 1914, la princesse Maria Francesca Anna Romana de Savoie est la fille puînée et la dernière des cinq enfants du roi Victor-Emmanuel III et de la reine Hélène, fille du roi Nicolas Ier de Monténégro, mariés en 1896,. La princesse royale naît au début de la Première Guerre mondiale, alors que l'Italie demeure neutre avant de s'engager dans le conflit en mai 1915. Sa naissance est précédée par celles de quatre frère et sœurs : Yolande (1901-1986), Mafalda (1902-1944), le futur roi Humbert II (1904-1983) et Jeanne (1907-2000),.
Durant son adolescence, Marie-Françoise marque un attrait pour le football, en assistant à plusieurs matchs. Avant de se marier, elle participe avec ses parents à plusieurs événements officiels, principalement liés à l'éducation des enfants, devenant marraine de plusieurs fondations et institutions dédiées à ce domaine. Au début des années 1930, des rumeurs la fiancent à l'archiduc Otto de Habsbourg-Lorraine, héritier de l'ancien trône austro-hongrois.

### Mariage et descendance

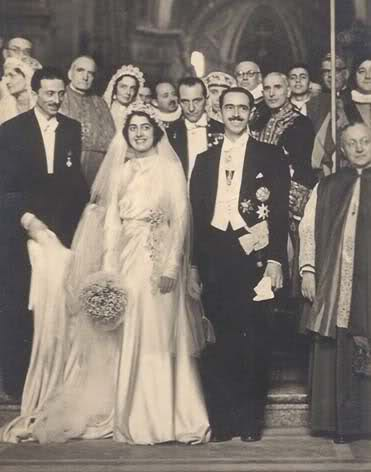
Marie-Françoise de Savoie lors de son mariage en 1939.

Elle épouse le 23 janvier 1939, dans la chapelle Pauline du palais du Quirinal à Rome, le prince Louis de Bourbon-Parme, (Schwarzau am Steinfeld, Autriche, 5 décembre 1899 - Mandelieu, 4 décembre 1967) fils de Robert Ier, dernier duc souverain de Parme et d'Antónia de Bragance , frère cadet de l'impératrice Zita de Bourbon-Parme et du prince Félix de Bourbon-Parme, époux de la grande-duchesse Charlotte de Luxembourg . Bien qu'il soit son cadet de cinq ans, le prince Louis est également l'oncle du roi Boris III de Bulgarie.
De son mariage, la princesse de Parme a quatre enfants, tous nés à Cannes , :
1. Guy de Bourbon Parme né le 7 août 1940 et mort à Paris 10e le 10 mars 1991, officier de cavalerie de l'armée blindée. En 1964, il épouse Brigitte Peu-Duvallon (1943-1993), divorcés en 1981, dont un fils : Louis (1966) ;
2. Remy de Bourbon Parme, architecte, né le 14 juillet 1942, en 1973, il épouse Laurence Dufresne d'Arganchy (1951), divorcés en 1983, il se remarie en 2003 avec Elisabeth Tardif (1954) dont deux enfants de son premier mariage : Tristan (1974) et Aude (1977) ;
3. Chantal de Bourbon-Parme née le 24 novembre 1946, en 1977, elle épouse Panayotis Skinas (1937), divorcés en 1987, elle se remarie en 1988 avec François des Georges (1941), dont deux enfants de son premier mariage : Helene (1978) et Alexandros (1980) ;
4. Jean de Bourbon-Parme né le 15 octobre 1961, en 1988, il épouse Virginia Roatta (1964), divorcés en 1998, dont deux fils : Arnaud (1989) et Christophe (1991).

À l'état civil français, tous les quatre portent le nom « de Bourbon Parme » (avec trait d'union pour les deux plus jeunes) au lieu de « de Bourbon », qui était le nom de famille adopté par les Anjou descendants de Louis XIV de France (lui-même arrière-petit-fils d'Antoine de Bourbon).
Le mariage de Marie-Françoise marque la réconciliation entre l'ancienne famille régnante de Parme et la maison de Savoie qui avait annexé le duché de Parme en 1859 lors de la constitution du royaume d'Italie en sa faveur.

### Princesse de Bourbon-Parme
La princesse Marie-Françoise et son mari reçoivent le mas Saint-Rémy de Victor-Emmanuel III en cadeau de mariage et s'y installent. Ce domaine est situé dans la commune de Mandelieu-la-Napoule, faisant partie de l'arrondissement de Grasse et n'appartenant donc pas à l'ancien comté de Nice sur lequel régna la maison de Savoie jusqu'en 1860.
La naissance, après l'armistice franco-italien de 1940, de deux petits-fils de Victor-Emmanuel III (en 1940 et 1942) et sur un territoire sur lequel l'Italie fasciste n'était que trop portée à émettre des revendications, ne pouvait être que remarquée.
Le prince Louis de Bourbon-Parme incite son beau-père Victor-Emmanuel III au coup d'État[réf. nécessaire] du 25 juillet 1943 qui voit l'arrestation de Benito Mussolini et aboutit au renversement d'alliance du 3 septembre 1943. Le 8 septembre 1943, Marie-Françoise, son époux et leurs deux fils Guy et Remy sont arrêtés en Italie par les Allemands. Ils sont transférés à Marseille, puis à Berlin. Du 17 septembre 1943 au 2 février 1944, la famille est captive au camp de concentration d'Oranienbourg-Sachsenhausen. Ensuite, le 3 février 1944, la princesse Marie-Françoise et les siens sont déportés dans un camp de concentration de type extérieur créé dans une dépendance du château de Garlitz dans la vallée de l'Elbe, Mecklembourg. La famille y demeure - autorisée à être ensemble - en réclusion, surveillée par les SS, jusqu'à sa libération par l'armée américaine le 2 mai 1945,.
Veuve depuis 1967, la princesse Marie-Françoise n'apparaît que rarement en public, son ultime apparition advient lors des funérailles de son frère le roi Humbert en 1983. En 1991, elle est profondément affectée par la mort de son fils Guy. Elle meurt, à l'âge de 86 ans à Mandelieu-la-Napoule le 7 décembre 2001, où elle est inhumée trois jours plus tard, en présence de sa famille et notamment de son neveu le prince Victor-Emmanuel.

## Ascendance
|  |                                   |  |  |  |  |  |  |  |  |  |  |  |  |
|  | 8. Victor-Emmanuel II             |  |  |  |  |  |  |  |  |  |  |  |  |
|  |                                   |  |  |  |  |  |  |  |  |  |  |  |  |
|  |                                   |  |  |  |  |  |  |  |  |  |  |  |  |
|  | 4. Humbert Ier                    |  |  |  |  |  |  |  |  |  |  |  |  |
|  |                                   |  |  |  |  |  |  |  |  |  |  |  |  |
|  |                                   |  |  |  |  |  |  |  |  |  |  |  |  |
|  | 9. Adélaïde de Habsbourg-Lorraine |  |  |  |  |  |  |  |  |  |  |  |  |
|  |                                   |  |  |  |  |  |  |  |  |  |  |  |  |
|  |                                   |  |  |  |  |  |  |  |  |  |  |  |  |
|  | 2. Victor-Emmanuel III            |  |  |  |  |  |  |  |  |  |  |  |  |
|  |                                   |  |  |  |  |  |  |  |  |  |  |  |  |
|  |                                   |  |  |  |  |  |  |  |  |  |  |  |  |
|  | 10. Ferdinand de Savoie           |  |  |  |  |  |  |  |  |  |  |  |  |
|  |                                   |  |  |  |  |  |  |  |  |  |  |  |  |
|  |                                   |  |  |  |  |  |  |  |  |  |  |  |  |
|  | 5. Marguerite de Savoie           |  |  |  |  |  |  |  |  |  |  |  |  |
|  |                                   |  |  |  |  |  |  |  |  |  |  |  |  |
|  |                                   |  |  |  |  |  |  |  |  |  |  |  |  |
|  | 11. Élisabeth de Saxe             |  |  |  |  |  |  |  |  |  |  |  |  |
|  |                                   |  |  |  |  |  |  |  |  |  |  |  |  |
|  |                                   |  |  |  |  |  |  |  |  |  |  |  |  |
|  | 1. Marie-Françoise de Savoie      |  |  |  |  |  |  |  |  |  |  |  |  |
|  |                                   |  |  |  |  |  |  |  |  |  |  |  |  |
|  |                                   |  |  |  |  |  |  |  |  |  |  |  |  |
|  | 12. Mirko Petrović-Njegoš         |  |  |  |  |  |  |  |  |  |  |  |  |
|  |                                   |  |  |  |  |  |  |  |  |  |  |  |  |
|  |                                   |  |  |  |  |  |  |  |  |  |  |  |  |
|  | 6. Nicolas Ier de Monténégro      |  |  |  |  |  |  |  |  |  |  |  |  |
|  |                                   |  |  |  |  |  |  |  |  |  |  |  |  |
|  |                                   |  |  |  |  |  |  |  |  |  |  |  |  |
|  | 13. Anastasija Martinovich        |  |  |  |  |  |  |  |  |  |  |  |  |
|  |                                   |  |  |  |  |  |  |  |  |  |  |  |  |
|  |                                   |  |  |  |  |  |  |  |  |  |  |  |  |
|  | 3. Hélène de Monténégro           |  |  |  |  |  |  |  |  |  |  |  |  |
|  |                                   |  |  |  |  |  |  |  |  |  |  |  |  |
|  |                                   |  |  |  |  |  |  |  |  |  |  |  |  |
|  | 14. Petar Vukotić                 |  |  |  |  |  |  |  |  |  |  |  |  |
|  |                                   |  |  |  |  |  |  |  |  |  |  |  |  |
|  |                                   |  |  |  |  |  |  |  |  |  |  |  |  |
|  | 7. Milena Vukotić                 |  |  |  |  |  |  |  |  |  |  |  |  |
|  |                                   |  |  |  |  |  |  |  |  |  |  |  |  |
|  |                                   |  |  |  |  |  |  |  |  |  |  |  |  |
|  | 15. Jelena Vojvodić               |  |  |  |  |  |  |  |  |  |  |  |  |
|  |                                   |  |  |  |  |  |  |  |  |  |  |  |  |
|  |                                   |  |  |  |  |  |  |  |  |  |  |  |  |

## Honneurs
- Dame grand-croix de l'ordre des Saints-Maurice-et-Lazare[10].
- Chevalier d'honneur et de dévotion de l'ordre souverain de Malte[10].
- Dame noble de l'ordre de la Croix étoilée, maison de Habsbourg[10].